# Tokenismo
Tokenismo é a prática de fazer apenas um esforço superficial ou simbólico para ser inclusivo para membros de minorias, especialmente recrutando um pequeno número de pessoas de grupos sub-representados para dar a aparência de igualdade racial ou sexual dentro de uma força de trabalho. O esforço de incluir um funcionário simbólico em uma força de trabalho geralmente visa criar a impressão de inclusão social e diversidade (racial, religiosa, sexual etc.) a fim de desviar acusações de discriminação.

## História
O conceito social e a prática de emprego do tokenismo foram compreendidos na cultura popular dos Estados Unidos no final da década de 1950.  Diante da segregação racial, o tokenismo surgiu como uma solução que, apesar de ser um esforço sincero, apenas reconhecia um problema sem realmente resolvê-lo. No livro Por que não podemos esperar (1964), o ativista dos direitos civis Martin Luther King Jr. discutiu o tema do tokenismo e como ele constitui uma aceitação mínima do povo negro ao mainstream da sociedade dos EUA.
Quando perguntado sobre os ganhos do Movimento dos Direitos Civis em 1963, o ativista de direitos humanos Malcolm X respondeu: “Que ganhos? Tudo o que você conseguiu foi um tokenismo - um ou dois negros em um emprego, ou em um balcão de almoço, para que o resto de vocês fique quieto. ”
No campo da psicologia, a definição mais ampla de tokenismo é uma situação na qual um membro de uma categoria distinta é tratado de forma diferente de outras pessoas. As características que tornam a pessoa de interesse um sinal podem ser percebidas como uma desvantagem ou uma vantagem, como apoiado por Václav Linkov. Em uma luz positiva, essas pessoas distintas podem ser vistas como especialistas em sua categoria racial / cultural, habilidades valorizadas ou uma perspectiva diferente em um projeto. Em contraste, o tokenismo é mais frequentemente visto como uma desvantagem devido ao ostracismo de uma amostra selecionada de um grupo minoritário. Linkov também atribui desvantagens na psicologia ao Tokenismo Cultural e Numérico, instâncias que mudaram onde o valor da perícia é colocado e seu efeito na proliferação de informação que não é representativa de todos os fatos possíveis.

## No local de trabalho
Uma professora da Harvard Business School, Rosabeth Moss Kanter, afirmou em 1993 que um funcionário simbólico geralmente faz parte de um "grupo socialmente distorcido" de funcionários que pertencem a um grupo minoritário que constitui menos de 15% da população total de funcionários no ambiente de trabalho. 
Por definição, os funcionários simbólicos em um local de trabalho são conhecidos por serem poucos; portanto, sua suposta alta visibilidade entre os funcionários os submete a uma maior pressão para realizar seu trabalho com padrões de produção de qualidade e volume mais elevados e para se comportar da maneira esperada e estereotipada. Dada a pequenez do grupo de funcionários simbólicos em um local de trabalho, a identidade individual de cada pessoa simbólica é geralmente desrespeitada pelo grupo dominante, que lhes aplica um papel estereotipado como meio de controle social no local de trabalho.
Pesquisas comparando os efeitos de gênero e tokenismo racial em indivíduos indicam que a prática do tokenismo pode prever com precisão as condições no local de trabalho para membros de minorias raciais.
De acordo com um estudo, minorias raciais também experimentam pressões de desempenho elevadas relacionadas à sua raça e gênero; no entanto, muitos relataram que os problemas raciais eram mais comuns do que os problemas de gênero.
Em seu trabalho sobre tokenism and gender, o professor Kanter disse que os problemas vivenciados por mulheres em ocupações tipicamente dominadas por homens se deviam apenas às proporções distorcidas de homens e mulheres nessas ocupações.

## Na política
Na política, as alegações de tokenismo podem ocorrer quando um partido político apresenta candidatos de grupos sub-representados, como mulheres ou minorias raciais, em corridas que o partido tem pouca ou nenhuma chance de ganhar, ao fazer pouco ou nenhum esforço para garantir que tais candidatos têm oportunidade semelhante de ganhar a indicação em corridas onde o partido é favorecido.
O resultado final de tal abordagem é que a lista de candidatos do partido mantém a aparência de diversidade, mas os membros do grupo majoritário permanecem super-representados na bancada partidária após a eleição - e assim pouco ou nenhum progresso substancial em direção à maior inclusão de grupos sub-representados realmente ocorreu.